# Fort Smith (Montana)
Fort Smith és una concentració de població designada pel cens dels Estats Units a l'estat de Montana. Segons el cens del 2000 tenia 122 habitants.

## Demografia
Segons el cens del 2000, Fort Smith tenia 122 habitants, 51 habitatges, i 31 famílies. La densitat de població era de 39,9 habitants per km². El 64,75% són blancs, el 32,79% són amerindis, i el 2,46% de dues o més races. Els  hispànics o llatins de qualsevol raça eren el 4,92% de la població.
Dels 51 habitatges en un 39,2% hi vivien nens de menys de 18 anys, en un 49% hi vivien parelles casades, en un 5,9% dones solteres, i en un 39,2% no eren unitats familiars. En el 37,3% dels habitatges hi vivien persones soles el 3,9% de les quals corresponia a persones de 65 anys o més que vivien soles. El nombre mitjà de persones vivint en cada habitatge era de 2,39 i el nombre mitjà de persones que vivien en cada família era de 3,26.
Per edats la població es repartia de la següent manera: un 34,4% tenia menys de 18 anys, un 3,3% entre 18 i 24, un 34,4% entre 25 i 44, un 20,5% de 45 a 60 i un 7,4% 65 anys o més.
L'edat mediana era de 34 anys. Per cada 100 dones de 18 o més anys hi havia 158,1 homes.
La renda mediana per habitatge era de 24.250 $ i la renda mediana per família de 24.333 $. Els homes tenien una renda mediana de 16.250 $ mentre que les dones 12.045 $. La renda per capita de la població era de 10.692 $. Aproximadament el 68,2% de les famílies i el 50% de la població estaven per davall del llindar de pobresa.

## Poblacions més properes
El següent diagrama mostra les poblacions més properes.